# Калининское сельское поселение (Пермский край)
Калининское се́льское поселе́ние — упразднённое муниципальное образование в Кунгурском районе Пермского края Российской Федерации.
Административный центр — село Калинино.
В 2018 году в состав Калининского сельского поселения было включено Бырминское сельское поселение.

## История
Статус и границы сельского поселения установлены Законом Пермской области от 27 декабря 2004 года № 1987-436 «Об утверждении границ и о наделении статусом муниципальных образований Кунгурского района Пермской области»
Законом Пермского края от 9 декабря 2020 года упразднено 22 декабря 2020 года в связи с объединением Кунгура и Кунгурского муниципального района в Кунгурский муниципальный округ, все сельские поселения упразднены.

## Население
| 2010  | 2012  | 2013  | 2014  | 2015  | 2016  | 2017  |
| ----- | ----- | ----- | ----- | ----- | ----- | ----- |
| 2655  | ↗2765 | ↗2814 | ↗2838 | ↘2786 | ↗2806 | ↘2716 |
| 2018  | 2019  | 2020  | 2021  |       |       |       |
| ↗2747 | ↗3917 | ↘3868 | ↘3836 |       |       |       |

## Состав сельского поселения
| №  | Населённый пункт     | Тип населённого пункта       | Население |
| -- | -------------------- | ---------------------------- | --------- |
| 1  | Андреевка            | деревня                      | 53        |
| 2  | Барановка            | деревня                      | 9         |
| 3  | Белая Гора           | деревня                      | 41        |
| 4  | Берёзовка            | деревня                      | 49        |
| 5  | Бырма                | село, административный центр | 709       |
| 6  | Верх-Талица          | деревня                      | 96        |
| 7  | Верх-Турка           | деревня                      | 51        |
| 8  | Ивановка             | деревня                      | 81        |
| 9  | Калинино             | село, административный центр | ↗2649     |
| 10 | Каразельга           | деревня                      | 28        |
| 11 | Ключ                 | деревня                      | 66        |
| 12 | Красный Берег        | деревня                      | 150       |
| 13 | Липовка              | деревня                      | 75        |
| 14 | Пигасовка            | деревня                      | 14        |
| 15 | Подлиповка           | деревня                      | 24        |
| 16 | Подсобное Хозяйство  | посёлок                      | 96        |
| 17 | Подъельничная        | деревня                      | 63        |
| 18 | Савлек               | деревня                      | 39        |
| 19 | Талачик              | деревня                      | 68        |
| 20 | Татарская Шишмара    | посёлок                      | 42        |
| 21 | Туркское Лесничество | посёлок                      | 46        |